# Феррейра де Оливейра, Антонио
Анто́нио Ферре́йра де Оливе́йра Жуниор (порт.-браз. Antonio Ferreira de Oliveira Junior; 24 октября 1984, Рио-де-Жанейро) — бразильский футболист, центральный защитник.

## Карьера
Антонио начал свою карьеру в клубе «Профут». В 2005 году он уехал в Латвию, где стал выступать за местный клуб «Юрмала», за который он забил 7 голов в 46 матчах, из них 4 гола в сезоне 2006 года, в котором клуб занял 6-е место. 6 апреля 2007 года Антонио перешёл в клуб «Металлург» из города Лиепая, а 7 апреля провёл свой первый матч за клуб с «Даугавой». В первый же сезон в новой команде Антонио стал серебряным призёром чемпионата Латвии и победил в Балтийской лиге.
В 2009 году Антонио перешёл в российский клуб «Спартак-Нальчик», в составе которого дебютировал 15 марта в матче первого тура РФПЛ с «Тереком».
4 января 2010 года было сообщено, что Антонио перешёл в «Терек», с которым подписал контракт на 3 года.
Дебютировал Феррейра в составе «Терека» в матче с «Рубином» 28 марта 2010 год. А в матче со «Спартаком» Антонио Феррейра отметился автоголом.
31 декабря 2014 года Феррейра объявил об уходе из «Терека».
В мае 2016 года Антонио подписал контракт с клубом «Гуарани».
В дальнейшем выступал за различные бразильские клубы.

## Достижения
- Чемпион Балтийской лиги: 2007